# Lijst van beelden in Ouder-Amstel
Dit is een (onvolledige) chronologische lijst van beelden in Ouder-Amstel. Onder een beeld wordt hier verstaan elk driedimensionaal kunstwerk in de openbare ruimte van de Nederlandse gemeente Ouder-Amstel, waarbij beeld wordt gebruikt als verzamelbegrip voor sculpturen, standbeelden, installaties, gedenktekens en overige beeldhouwwerken.
Voor een volledig overzicht van de beschikbare afbeeldingen zie de categorie Beelden in Ouder-Amstel op Wikimedia Commons.
| Geplaatst | Omschrijving               | Kunstenaar                               | Straat                                          | Plaats                  | Materiaal   | Afbeelding |
| --------- | -------------------------- | ---------------------------------------- | ----------------------------------------------- | ----------------------- | ----------- | ---------- |
| 1987      | De Balling                 | Maria Glandorf                           | Het Kampje                                      | Ouderkerk aan de Amstel | brons       |            |
| 1989      | Vechtende Kalkoenen        | Theo Mulder                              | Kerkstraat                                      | Ouderkerk aan de Amstel |             |            |
| 1989      | Stier                      | Wien Cobbenhagen                         | Jacob van Ruisdaelweg / Koningin Wilhelminalaan | Ouderkerk aan de Amstel | brons       |            |
| 1993      | Zonder titel               | Han Schuil                               | Stationsplein Station Duivendrecht              | Duivendrecht            | staal       |            |
| 2008      | Het verlangen              | Margot Berkman, Eline Janssens           | Holterbergweg                                   | Duivendrecht            | staal       |            |
| 2011      | Schoolbank                 | Dick Albert Marianne en Rob Wintershoven | Station Duivendrecht                            | Duivendrecht            | cortenstaal |            |
| 2020      | Boerderij bij Duivendrecht | Piet Mondriaan                           | Saturnus                                        | Duivendrecht            | verf        |            |